# Chef-Boutonne
Chef-Boutonne – miejscowość i gmina we Francji, w regionie Nowa Akwitania, w departamencie Deux-Sèvres. W 2016 roku populacja ówczesnej gminy wynosiła 2243 mieszkańców. 
Dnia 1 stycznia 2019 roku połączono cztery wcześniejsze gminy: La Bataille, Crézières, Tillou oraz Chef-Boutonne. Siedzibą gminy została miejscowość Chef-Boutonne, a nowa gmina przyjęła jej nazwę. 